# Idéal du Gazeau
Pour les articles homonymes, voir Gazeau.
Idéal du Gazeau est un cheval de course français, né le 14 février 1974 à Sallertaine en Vendée, et mort le 27 février 1998 aux Pays-Bas, spécialiste du trot attelé. Il était surnommé « Petit Bonhomme » en raison de sa petite taille.

## Carrière
Poulain de basse extraction, de petit gabarit, appartenant à un petit propriétaire et entraîné par le modeste Eugène Lefèvre dit Gégène, originaire de Fervaches, qui n'eut jamais d'autre occasion de briller au plus haut niveau, Idéal du Gazeau ne semblait pas destiné à régner sur le trot mondial.
Il s'est pourtant forgé l'un des plus beaux palmarès du trot international et il est considéré comme une sorte de chaînon manquant dans l'histoire des courses au trot entre les règnes sans partage de Bellino II et Ourasi. Il est à noter qu'il est le champion français d'une époque où le trot national règne sur les pistes internationales, comme le montrent les cinq victoires tricolores du début des années 1980 dont les deux premières places en 1981 dans l'International Trot, ou encore le palmarès de l'Elitloppet.
Idéal du Gazeau, fils d'Alexis III et de Venise du Gazeau, est découvert par Eugène Lefèvre chez un éleveur vendéen au printemps 1976. Le jeune cheval fait ses premières foulées sur la plage, face au Mont-Saint-Michel. Il est alors hébergé au haras des Dunes à Saint-Jean-le-Thomas de 1975, à l'âge d'un an, à son départ comme reproducteur pour la Suède en 1983. De 1976 à 1983, le tandem Idéal du Gazeau – Eugène Lefèvre va accumuler les victoires tant en France qu’à l‘étranger.

### Exceptionnel dès son début de carrière
L’exceptionnelle carrière d’Idéal du Gazeau débute le 26 août 1976, sur l’hippodrome de Marville à Saint-Malo. Sa première course s'achève par un premier succès, avec cinq mètres d’avance sur le suivant. Le 18 septembre, une seconde course à Graignes se solde par un second succès, même si le cheval est rétrogradé. Le 16 décembre, à l'issue de sa première course à Vincennes, Idéal du Gazeau gagne à nouveau facilement.
Dès ses 3 ans, il s'impose comme le leader de sa génération en remportant le Critérium des Jeunes. L'année suivante, il confirme sa suprématie dans les courses classiques et semi-classiques, réalisant le doublé Critérium des 4 ans-Critérium continental, puis se présente au départ du premier des cinq Prix d'Amérique qu'il allait disputer au cours de sa longue carrière, dans la peau du benjamin de l'épreuve, âgé seulement de 5 ans. Il y fait très bonne figure puisqu'il échoue de peu pour la victoire, coiffé au poteau par High Echelon, mais devant les frères Fakir du Vivier et Hadol du Vivier.
L'année de ses 5 ans est presque parfaite, et il ajoute un nouveau Critérium à son escarcelle. Favori du Prix d'Amérique 1980, il doit faire face à nouveau à Hadol du Vivier, dont le célèbre driver, Jean-René Gougeon, joue l'intox avant la course : il prévient qu'il battra logiquement Idéal du Gazeau s'il parvient à rester à sa hauteur au début de la dernière ligne droite. Au cours de cette dernière ligne droite, les deux chevaux calquent leurs courses l'un sur l'autre et se coupent mutuellement la gorge. Ils terminent dans les profondeurs du classement et offriront au vétéran Éléazar une sortie en beauté.

### Carrière internationale
À partir de ses 6 ans, Idéal du Gazeau entame un véritable et permanent tour du monde des courses. Il sera de toutes les épreuves internationales, de l'Italie à la Suède (où il remporte deux fois l'Elitloppet, la plus grande course d'Europe sur le mile), de l'Allemagne aux États-Unis où il se rend pour la première fois à l'été 1980 pour disputer l'International Trot, où il doit partager la deuxième place avec Petite Evander, derrière la championne américaine Classical Way. Mais dès l'année suivante, il fera de l'hippodrome de Roosevelt Raceway son jardin, puisque, fait unique, il y remporte les trois éditions suivantes de cette course considérée comme le championnat du monde des trotteurs. En 1981, il y domine celui qui sera son plus grand rival, Jorky, son cadet d'un an, qui venait de le battre deux mois plus tôt dans l'Elitloppet et dans la Copenhague Cup. La semaine suivante, les deux champions se retrouvent pour la belle au départ de la Challenge Cup : leur lutte à couteaux tirés dans la ligne droite est inoubliable, d'autant qu'elle se solde par un dead heat (ex æquo) légendaire.
Idéal du Gazeau remporte le premier de ses deux Prix d'Amérique en janvier 1981, à sa troisième tentative, devant deux chevaux qu'il connait bien, Jorky et Classical Way. Troisième en 1982 derrière Hymour et Jiosco, il s'adjuge à nouveau l'épreuve reine en 1983, où il devance ses ambitieux cadets, les champions Lurabo et Lutin d'Isigny. En parallèle, il poursuit ses voyages et son règne sur le trot européen, ce dont témoignent les trois éditions du Grand Circuit européen qu'il s'adjuge consécutivement — exploit que seule la légendaire Une de Mai a réussi. Un peu moins bien à la fin de ses 9 ans, on renonce à le présenter à un sixième Prix d'Amérique et le retire de la compétition.

### Palmarès
France
- Prix d'Amérique (Gr.1, 1981, 1983)
- Prix de Paris (Gr.1, 1982)
- Critérium des Jeunes (Gr.1, 1977)
- Critérium des 4 ans (Gr.1, 1978)
- Critérium continental (Gr.1, 1978)
- Prix de l'Étoile (Gr.1, 1979)
- Critérium des 5 ans (Gr.1, 1979)
- Prix René-Ballière (Gr.1, 1980)
- Grand Critérium de vitesse de la Côte d'Azur (Gr.1, 1981)
- Prix de l'Atlantique (Gr.1, 1981)
- Prix Maurice-de-Gheest (1977)
- Prix Capucine (Gr.2, 1977)
- Prix Victor-Régis (Gr.2, 1977)
- Prix de Tonnac-Villeneuve (Gr.2, 1978)
- Prix Charles-Tiercelin (Gr.2, 1978)
- Prix Éphrem-Houel (Gr.2, 1978)
- Prix de Milan (Gr.2, 1978)
- Prix Octave-Douesnel (Gr.2, 1978)
- Prix Ariste-Hémard (Gr.2, 1978)
- Prix de Croix (Gr.2, 1979)
- Prix Roederer (Gr.2, 1979)
- Prix Jockey (Gr.2, 1979)
- Prix Marcel-Laurent (Gr.2, 1979)
- Prix de Belgique (Gr.2, 1980)
- Grand Prix du Sud-Ouest (Gr.2, 1980, 1981, 1982)
- Prix d'Europe (Gr.2, 1981)
- 2e Prix d'Amérique (Gr.1, 1979)
- 2e Prix de France (Gr.1, 1982)
- 2e Prix de l'Étoile (Gr.1, 1978, 1979)
- 2e Prix de Sélection (Gr.1, 1979)
- 2e Grand Critérium de vitesse de la Côte d'Azur (Gr.1, 1980)
- 2e Prix Jules-Thibault (Gr.2, 1978)
- 2e Grand Prix du Sud-Ouest (Gr.2, 1983)
- 3e Prix d'Amérique (Gr.1, 1982)
- 3e Prix de France (Gr.1, 1981)
- 3e Critérium des 3 ans (Gr.1, 1977)
- 3e Grand Critérium de vitesse de la Côte d'Azur (Gr.1, 1982)
- 3e Prix René-Ballière (Gr.1, 1982, 1983)

 Suède
- Elitloppet (Gr.1, 1980, 1982)
- Åby Stora Pris (Gr.1, 1981, 1982)
- 3e Åby Stora Pris (Gr.1, 1983)

 Danemark
- Copenhague Cup (Gr.1, 1980, 1982)
- 2e Copenhague Cup (Gr.1, 1981)

 Pays-Bas
- Prix des Géants (Gr.1, 1981)
- 2e Prix des Géants (Gr.1, 1982)

 Finlande
- Finlandia Ajo (Gr.1, 1981)
- 2e Finlandia Ajo (Gr.1, 1982)

 Italie
- Championnat européen (Gr.1, 1980)
- Grand Prix de la Côte d'Azur (Gr.1, 1981)
- Grand Prix des Nations (Gr.1, 1981, 1982)
- 2e Grand Prix de la Côte d'Azur (Gr.1, 1982)
- 2e Championnat européen (Gr.1, 1983)

 Allemagne
- 3e Grand Prix de Bavière (Gr.1, 1980)

 États-Unis
- International Trot (1981, 1982, 1983)
- Challenge Cup (1981, 1983)
- 2e International Trot (1980)

 Europe
- Grand Circuit européen (1980, 1981, 1982)

## Au haras
Pour Eugène Lefèvre, son driver et Marcel Ernault, son lad : « Il aimait les longues promenades relaxes sur la plage de Saint-Jean-le-Thomas qu’il a rendu célèbre ». En août 1995, dans le cadre d’une fête du cheval, Idéal du Gazeau est revenu à Saint-Jean. Fêté aux Hauts avec Eugène Lefèvre et Marcel Ernault, Il fit le tour du village, acclamé par les Saint-Jeannais et de nombreux supporters. De lui-même, il alla sur les lieux du restaurant de la Plage où on lui offrait autrefois une salade. Des habitués y avaient pensé,.
Acquis par un consortium suédois pour une somme record, Idéal du Gazeau est exporté en Suède, où il connaitra une belle réussite en tant qu'étalon, malgré ses modestes origines. Sa fille Lovely Godiva vint s'imposer à Vincennes en 1997 dans le prix de France, dans lequel elle battait entre autres His Majesty, autre produit de « Petit Bonhomme », qui s'imposa par ailleurs dans l'International Trot. Son influence, réelle, sur l'élevage scandinave est dû aussi à ses talents de père de mères ; il est entre autres le grand-père maternel du crack Gidde Palema. Plusieurs fois vendu au cours de cette deuxième carrière (il fera un bref passage dans le parc d'étalons français), il meurt aux Pays-Bas, où il faisait la monte, en 1998.

## Origines
| Origines de Idéal du Gazeau | Origines de Idéal du Gazeau | Origines de Idéal du Gazeau | Origines de Idéal du Gazeau |
| --------------------------- | --------------------------- | --------------------------- | --------------------------- |
| Père Alexis III             | Narioca                     | Carioca II                  | Mousko Williams             |
| Père Alexis III             | Narioca                     | Carioca II                  | Quovaria                    |
| Père Alexis III             | Narioca                     | Idole VI                    | Beaux Arts                  |
| Père Alexis III             | Narioca                     | Idole VI                    | Émotion                     |
| Père Alexis III             | Olga II                     | Chambon                     | Quiproquo II                |
| Père Alexis III             | Olga II                     | Chambon                     | Nomarchie                   |
| Père Alexis III             | Olga II                     | Tatiana                     | Hugues Capet                |
| Père Alexis III             | Olga II                     | Tatiana                     | Graziella                   |
| Mère Venise du Gazeau       | Loiron D                    | Échec au Roi                | Quick Williams              |
| Mère Venise du Gazeau       | Loiron D                    | Échec au Roi                | Hollyanne                   |
| Mère Venise du Gazeau       | Loiron D                    | Sambre                      | Quo Vadis                   |
| Mère Venise du Gazeau       | Loiron D                    | Sambre                      | Galejade                    |
| Mère Venise du Gazeau       | Pâquerette II               | Hoaro                       | Quiroga II                  |
| Mère Venise du Gazeau       | Pâquerette II               | Hoaro                       | Soulaines                   |
| Mère Venise du Gazeau       | Pâquerette II               | Bari                        | Kairos                      |
| Mère Venise du Gazeau       | Pâquerette II               | Bari                        | Jenny W                     |